# Luandi
 (mars 2024).
Le Luandi (en Chinois moderne 挛鞮; en Chinois ancien  攣鞮; Luándī ou Luan-ti; alternativement écrit en Xulianti, Chinois simplifié; 虚连题; Xūliántí) était la maison princière dirigeante de l'ancien empire Xiongnu qui a prospéré entre le IIIe siècle av. J.-C. et le IVe siècle. La forme Luandi vient du Livre des Han, tandis que la forme Xulianti vient du Livre des Han postérieurs.

## Histoire
Lanhai Wei et Hui Li reconstruisent la prononciation chinoise ancienne de 挛鞮 comme *lyuan-tlïγ, évoluant à partir d'un 虚连题 antérieur (*Hala-yundluγ), à la suite d'un changement sonore historique impliquant la suppression initiale de *h- par démontrant son apparition dans plusieurs sources historiques. De plus, la conjugaison des racines *hala, signifiant coloré ; *yund signifiant cheval, *-luγ comme suffixe du participe aurait donné le sens sémantique de « princes aux chevaux asymétriques » dans un dialecte turc ancien, lui permettant d'être davantage identifié avec la maison aristocratique des Ulayundluğ. De plus, les auteurs soutiennent que la conquête du même clan par les Xue au IVe siècle de notre ère a finalement donné naissance aux Xueyantuo,,.
Anna Dybo, d'autre part, reconstruit la prononciation chinoise ancienne de 攣鞮 comme *r(h)wan-de et postule que le nom du clan, entre autres lexèmes, a été emprunté à « l'une des langues iraniennes du Moyen -Orient qui était similaire à une sorte de khotanese saka archaïque", et donc comparable au khotanese saka runde, pluriel de rre de *rwant- "roi". Il y avait quatre autres maisons princière: Huyan, Xubu, Qiulin et Lan . Les Huyan appartenaient à l'aile gauche dominante, et les Lan et les Xubu appartenaient à l'aile droite. Une source considérait également Lan et Luandi comme deux variantes du même mot en raison de leur similitude phonétique. Cela a également été attribué à la façon dont le nom Lan était utilisé pour identifier les empereurs Xiongnu.
Les Luandi étaient un clan qui occupait certains des postes les plus élevés de la société Xiongnu, y compris le titre de chanyu au sein de la confédération Xiongnu. Dans la confédération, Luandi était une maison princière patrilinéaire, Huyan était une maison princière initialement matrilinéaire et Xubu était une maison princière matrilinéaire par la suite. Ils constituaient les trois maisons princières les plus importantes des Xiongnu.
La première personnalité marquante du clan lui-même était peut-être leur chef Touman. Son fils Modu Chanyu lui succédera. Plus tard, la branche du clan Luandi qui fonda la dynastie Han-Zhao changea son nom de famille en Liu (劉), le nom de famille des empereurs de la dynastie Han, tandis que la branche qui fonda la dynastie Hu Xia changea son nom de famille en Helian (赫連).

## Généalogie
- Touman, (v.-260 - -209), Chanyu;
  - Modu Chanyu, (v.-234 - -174), Chanyu des Xiongnu en -209;
    - Laoshang, (v.-210 - -161), Chanyu des Xiongnu en -174;
      - Junchen, (v.-185 - -126), Chanyu des Xiongnu en -161;
      - Yizhixie, (v.-180 - -114), Chanyu des Xiongnu en -126;
        - Wuwei Chanyu, (v.-151 - -105), Chanyu des Xiongnu en -114;
          - Er Chanyu, (v.-126 - -102), Chanyu des Xiongnu en -105;

        - Xulihu, (v.-145 - -101), Chanyu des Xiongnu en -102;
        - Qiedihou, (v.-142 - -96), Chanyu des Xiongnu en -101;
          - Hulugu, (v.-120 - -85), Chanyu des Xiongnu en -96;
            - Huyandi, (v.-100 - -68), Chanyu des Xiongnu en -85;
            - Xulüquanqu, (v.-96 - -60), Chanyu des Xiongnu en -68;
              - Hu Hanye, (v.-75 - -31), Chanyu des Xiongnu en -59;
                - Fuzhulei Ruodi, (v.-55 - -20), Chanyu des Xiongnu en -31;
                  - Subu Juci
                  - Dangyu Juci

                - Souxie, (v.-50 - -12), Chanyu des Xiongnu en -20;
                - Juya, (v.-50 - -8), Chanyu des Xiongnu en -12;
                - Wuzhuliu, (v.-48 - 13), Chanyu des Xiongnu en -8;
                  - Sutuhu, (v.-25 - 56), Bi Chanyu en -13;
                    - Xitong Shizhu Houdi, (v.5 - 63), Bi Chanyu en 59;
                      - Huxie Shizhu Houdi, (v.30 - 85), Bi Chanyu en 63;
                        - Wanshishizhudi, (v.60 - 124), Bi Chanyu en 98;
                        - Wujihoushizhudi, (v.65 - 128), Bi Chanyu en 124;
                        - Xiuli, (v.70 - 142), Bi Chanyu en 128;

                      - Tingdu Shizhu Houdi, (v.40 - 98), Bi Chanyu en 94;

                    - Tuntuhe, (v.15 - 93), Bi Chanyu en 88;

                  - Quifu Youdi, (v.-20 - 57), Bi Chanyu en 56;
                    - Qiuchu Julindi, (v.5 - 63), Bi Chanyu en 63;

                  - Yifa Yulüdi, (v.-18 - 59), Bi Chanyu en 57;
                    - Yitu Yulüdi, (v.10 - 88), Bi Chanyu en 85;
                    - Anguo Chanyu, (v.20 - 94), Bi Chanyu en 93

                - Wulei, (v.-45 - 18), Chanyu des Xiongnu en 13;
                - Huduershidaogao, (-34 - 46), Chanyu des Xiongnu en 18;
                  - Wudadihou, (v.-10 - 46), Chanyu des Xiongnu en 46;
                  - Punu Chanyu, (v.1 - ap.75), Chanyu des Xiongnu en 46;
                    - N, (v.20 - ?);
                      - Youliu, (v.40 - 87), Chanyu des Xiongnu;
                        - Pei Ch'anyü, (v.60 - 2/91), Chanyu des Xiongnu en 88;
                        - Yuchujian, (v.65 - 93), Chanyu des Xiongnu en 91;

              - Zhizhi, (v.-75 - -36), Chanyu des Xiongnu en -55;

## Remarques
1. ↑  Hanshu, chapter 94a, l. 7a
2. ↑  Hou Hanshu, chapter 89, l. 7b
3. 1 2  Lanhai et Li, « About the names of Chanyu family and branch tribes of Xiongnu »
4. ↑  (en) Wen-sheng, « Name and Origin of Xueyantuo Tribe », Journal of Inner Mongolia University,‎ 2010 (S2CID 163563213)
5. ↑  (zh) « 舊唐書/卷199下 - 维基文库，自由的图书馆 », zh.wikisource.org (consulté le 28 septembre 2022)
6. ↑  Dybo, Anna (2014), “Early contacts of Turks and problems of Proto-Turkic reconstruction”, in Tatarica, 2, p. 9
7. ↑  Taskin B.S., "Materials on Sünnu history", Science, Moscow, 1968, p. 130 (In Russian)
8. 1 2  Penglin Wang, Linguistic Mysteries of Ethnonyms in Inner Asia, Lanham, MD, Lexington Books, 2018, 34 p. (ISBN 9781498535274)
9. ↑  Bichurin N.Ya., "Collection of information on peoples in Central Asia in ancient times", vol. 1, Saint Petersburg, 1851, p. 15 ( note 1: Huyan and Xubu always were in marital relationship with Chanyu. Xubu had a post of the State Judge. The custom of taking for the Khan maidens only from the same houses also survived in the Chingis-khan's house.)
10. ↑  Simon Berger, « "Une armée en guise de peuple" : la structure militaire de l'organisation politique et sociale des nomades eurasiatiques à travers l'exemple mongol médiéval », Thèse de doctorat en Histoire, Paris, EHESS,‎ 12 décembre 2022 (lire en ligne, consulté le 9 octobre 2023)